# Rullo di tamburi
Rullo di tamburi (Drum Beat) è un film del 1954 diretto da Delmer Daves.
È un film western con protagonisti Alan Ladd, Audrey Dalton e Marisa Pavan. È basato sul conflitto occorso tra il 1872 e il 1873 nel sud dell'Oregon e nel nord della California tra l'esercito statunitense e la tribù di nativi americani dei Modoc.

## Trama
Nel 1872 il veterano della lotta contro gli indiani Johnny MacKay viene fatto chiamare dal presidente Grant. Egli informa i funzionari del governo di Washington circa le ostilità che corrono fra coloni, soldati e indiani Modoc rinnegati, presso il confine fra la California e l'Oregon. Egli riceve l'incarico di commissario per la pacificazione di quel territorio.
Sulla strada per l'Ovest, Johnny funge da scorta a Nancy Meek, nipote di un colonnello a riposo, che è diretta verso una fattoria di proprietà dello zio e della zia. Non lontano da Sacramento, i viaggiatori subiscono un'imboscata e la fidanzata del conducente della loro diligenza, Bill Satterwhite, viene uccisa da un Modoc rinnegato. Successivamente il gruppo, giunto alla fattoria degli zii di Nancy, la trovano bruciata e gli zii uccisi.
I figli cresciuti di un vecchio capo Modoc, Toby e Manok, incontrano Johnny a Fort Klamath. Essi dicono a Johnny che, responsabile delle brutalità che accadono in zona, è un tale che si fa chiamare Capitano Jack ed è alla guida di una banda di Modoc rinnegati, mentre gli altri Modoc chiedono solo di vivere in pace. Loro due stessi fungono da intermediari per conto dei Modoc.
Toby e Manok conducono Johnny e altri a colloqui di pace presso il Lost River, per discutere delle violazioni al trattato di pace siglato nel 1864 dai Modoc, con la speranza di riportare nuovamente la pace. Durante la discussione sulle violazioni tra Johnny e Capitano Jack, Satterwhite, impazzito dal desiderio di vendetta, spara ed uccide gli assassini della sua fidanzata.
Ne segue un violento scontro nel quale 18 coloni vengono uccisi dai rinnegati. L'esercito risponde, ma non riesce a far sloggiare i rinnegati Modoc dalla loro posizione di forza sulle montagne ed è costretto a ritirarsi con numerose perdite. Dopo aver appreso del massacro e della disfatta dell'esercito, il presidente Grant ordina al generale Canby di operare solo in azioni difensive.
Ulteriori incontri vengono intrapresi per stabilire la pace, ma Toby e Manok vengono accusati di tradimento. Il generale Canby, il dr. Thomas, un simpatizzante dei Modoc, Johnny e l'amico Dyar si presentano a uno di questi incontri disarmati, ma Johnny e Dyar tengono un revolver nascosto sotto la camicia. Durante i negoziati, il Capitano Jack estrae un revolver nascosto e uccide il generale, mentre gli altri Modoc estraggono le loro armi e incominciano a sparare. Il dottor Thomas viene ucciso e Johnny ferito gravemente e mentre sta per essere privato dello scalpo, Toby gli fa da scudo e viene uccisa. Dyar fugge sotto una pioggia di pallottole; l'esercito interviene prima che Johnny venga ucciso e costringe il Capitano Jack ed i suoi a ritirarsi nel loro rifugio sulle montagne.
Il presidente Grant, costretto dalla pressione dell'opinione pubblica, ordina a Johnny di fare tutto ciò che ritiene necessario per assicurare alla giustizia il Capitano Jack. I rinnegati vengono costretti a lasciare la loro posizione di forza sulle montagne e a dividersi in piccoli gruppi separati. Presto la resa di gran parte dei Modoc lascia solo il Capitano Jack. Lui e Johnny si trovano di fronte e dopo una sparatoria combattono corpo a corpo. Johnny ha la meglio ed arresta il capitano Jack, che viene posto sotto processo e condannato a morte per impiccagione. Johnny torna dalla donna della quale si era innamorato, Nancy.

## Produzione
Il film, diretto e sceneggiato da Delmer Daves e prodotto dallo stesso Daves e da Alan Ladd (non accreditato) per la Jaguar Productions fu girato nell'Iverson Ranch in California e a Sedona, in Arizona.

## Distribuzione
Il film fu distribuito negli Stati Uniti dal 10 novembre 1954 (premiere a Los Angeles) al cinema dalla Warner Bros. Pictures.
Alcune delle uscite internazionali sono state:
- in Germania Ovest l'8 aprile 1955 (Der einsame Adler)
- in Giappone il 10 aprile 1955
- in Francia il 13 aprile 1955 (L'aigle solitaire)
- in Messico il 19 maggio 1955 (Toque de tambor)
- in Austria nell'agosto del 1955 (Der einsame Adler e Der einsame Adler von Last River)
- in Finlandia il 19 agosto 1955 (Sotarummut)
- in Svezia il 29 agosto 1955 (Västerns son)
- in Belgio il 25 novembre 1955 (L'aigle solitaire e De eenzame arend)
- in Portogallo il 19 dicembre 1955 (A Última Ordem)
- in Danimarca il 19 settembre 1956 (Rød mands hævn)
- in Finlandia l'8 agosto 1975 (riedizione)
- in Grecia (I antarsia mainetai)
- in Brasile (Rajadas de Ódio)
- in Spagna (Tambores de guerra)
- in Italia (Rullo di tamburi)

## Critica
Secondo il Morandini il film è «...un western apparentemente schierato dall'altra parte, ma in realtà impregnato dallo stesso spirito pacifista (de L'amante indiana, dello stesso regista) e incline ai sottotoni della malinconia». Il personaggio riuscito meglio è quello interpretato da Charles Bronson (Kintpuash, anche detto il Capitano Jack).